# Rana okiensis
Rana okiensis (japanisch オキタゴガエル Oki-Tagogaeru) ist eine Froschart aus der Gattung der Echten Frösche, die auf den japanischen Oki-Inseln verbreitet ist. Auf der Roten Liste Japans wird sie als potentiell gefährdet eingestuft.

## Systematik
1969 beschrieb Yoshitetsu Daitō Rana tagoi okiensis als neue Unterart von Rana tagoi. 2023 wurde diese in den Artrang erhoben. Der von der Herpetological Society of Japan geführte japanische Name änderte sich dadurch nicht.

## Beschreibung
Rana okiensis hat eine Kopf-Rumpf-Länge von 4,5 bis 5,3 cm bei Weibchen und 3,8 bis 4,3 cm bei Männchen. Der Rumpf ist breiter und der Kopf anteilig länger als bei Rana tagoi. Die Färbung ist dagegen sehr ähnlich. Männchen besitzen paarweise Schallblasen und Stimmöffnungen an den Mundwinkeln. Der Paarungsruf klingt wie „Hühnergegacker“.
Eine sympatrisch vorkommende Art ist Rana japonica, die durch ihre gerade verlaufende dorsolaterale Falte (ohne Knick am Trommelfell) unterschieden werden kann.

## Lebensweise
Die Laichzeit dauert von Februar bis März. Die Fortpflanzungs- und Lebensweise gleicht der von Rana tagoi.

## Verbreitungsgebiet und Gefährdung
Rana okiensis ist auf den namensgebenden japanischen Oki-Inseln verbreitet, die zur Präfektur Shimane gehören. Dort findet sie sich auf der Hauptinsel Dōgo und auf Nishinoshima. Teile des Verbreitungsgebiets befinden sich innerhalb des Daisen-Oki-Nationalparks.
Die Art wird – noch als Unterart von Rana tagoi – auf der vom  Japanischen Umweltministerium herausgegebenen Roten Liste gefährdeter Arten Japans von 2020 als potentiell gefährdet eingestuft.